# Костел Святого Миколая (Кам'янське)
Костел Святого Миколая — римо-католицький храм у Кам'янському, збудований у 1895-1897 роках для поляків, що працювали на місцевому заводі. Проектував костел Мар'ян Хорманський на запрошення директора заводу Іґнація Ясюковича.

## Історія
Будівництво велося на кошти робітників і службовців Дніпровського заводу за участю Металургійного товариства.
Кількість парохіян: до 1917 р. — 7 тис. осіб, 1923 р. — 427, 1924 р. — 518 (поляки, українці, литовці, латвійці, естонці, чехи).
Першу службу відправили 14 травня 1898 року. Консекрація Кам'янського храму відбулася 25 вересня 1905 року, її здійснив єпископ Тираспольський Йосип Алоізій Кесслер. При костелі був притулок для дітей-сиріт, який проіснував до закриття костелу.
У 1928 році кількість парохіян Кам'янського костелу впала до 118 людей. Його було відібрано в католиків, а майно вивезено рано вранці 12 грудня 1929 року.
У радянські часи в костелі розміщувалися військкомат і автомийка.
У 1990 році в Дніпродзержинській міськраді створено ініціативну групу з порятунку костелу. До її складу входили: Ніна Циганок (директор музею історії міста), Михайло Васильєв (директор музею металургійного заводу), Олена Фесун (завідувачка відділу культури міськвиконкому), Олександр Слоневський (депутат міськради). Група обрала напрямок порятунку костелу через відродження католицької громади міста.
30 листопада 1991 року до Дніпродзержинську із Харкова приїхав о. Юрій Зимінський, який відслужив першу Святу Літургію під стінами храму.
У 1991 році відновлено богослужіння. У 1992—1999 році настоятелем костелу був священник Мартін Янкевич. Костел відреставровано до 100-річчя в 1997 році за сприяння Дніпродзержинського міськвиконкому та Дніпровського металургійного комбінату. З 1999 року настоятель костелу — чернець-капуцин Блажей Суска.

## Галерея

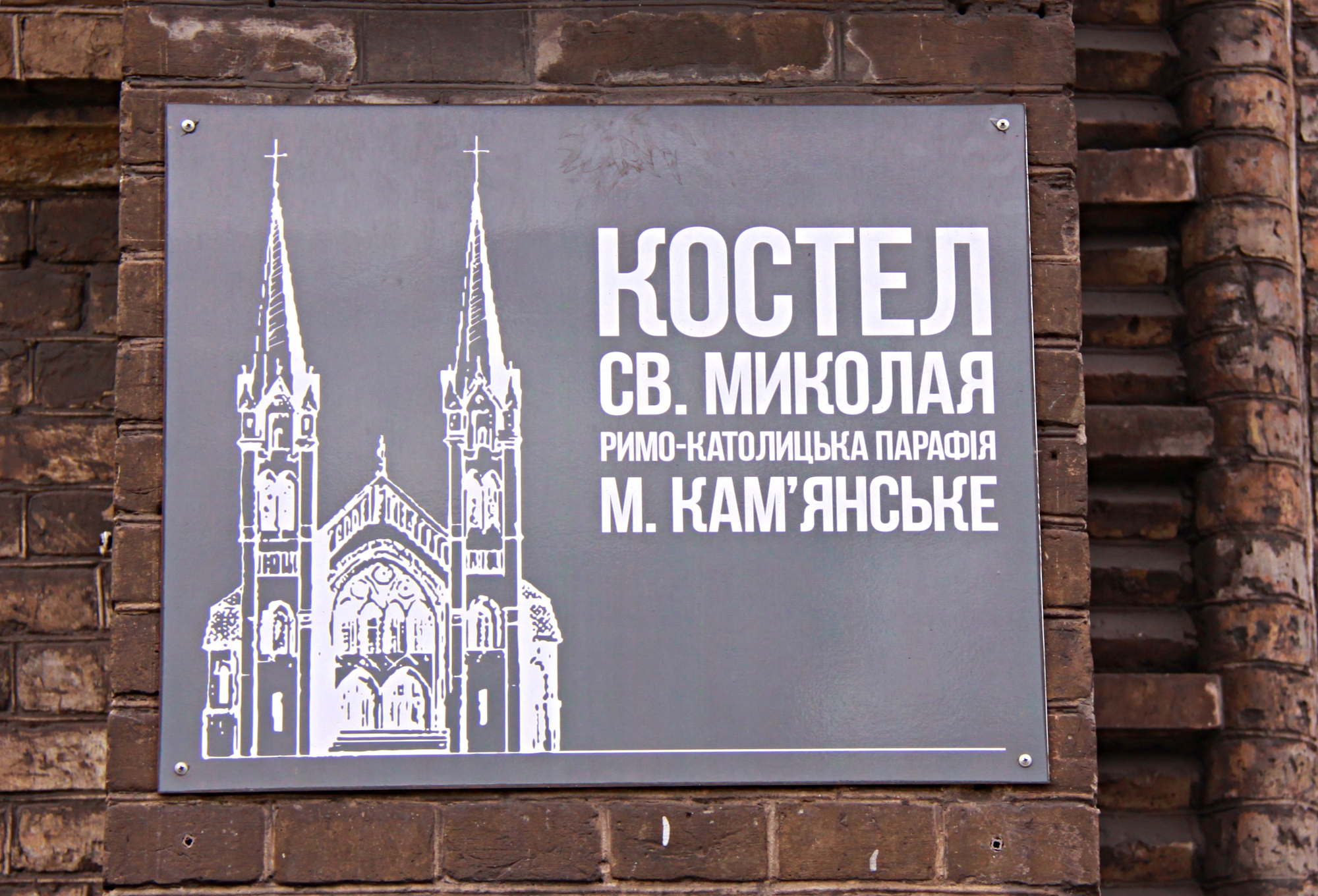
Інформаційна таблиця
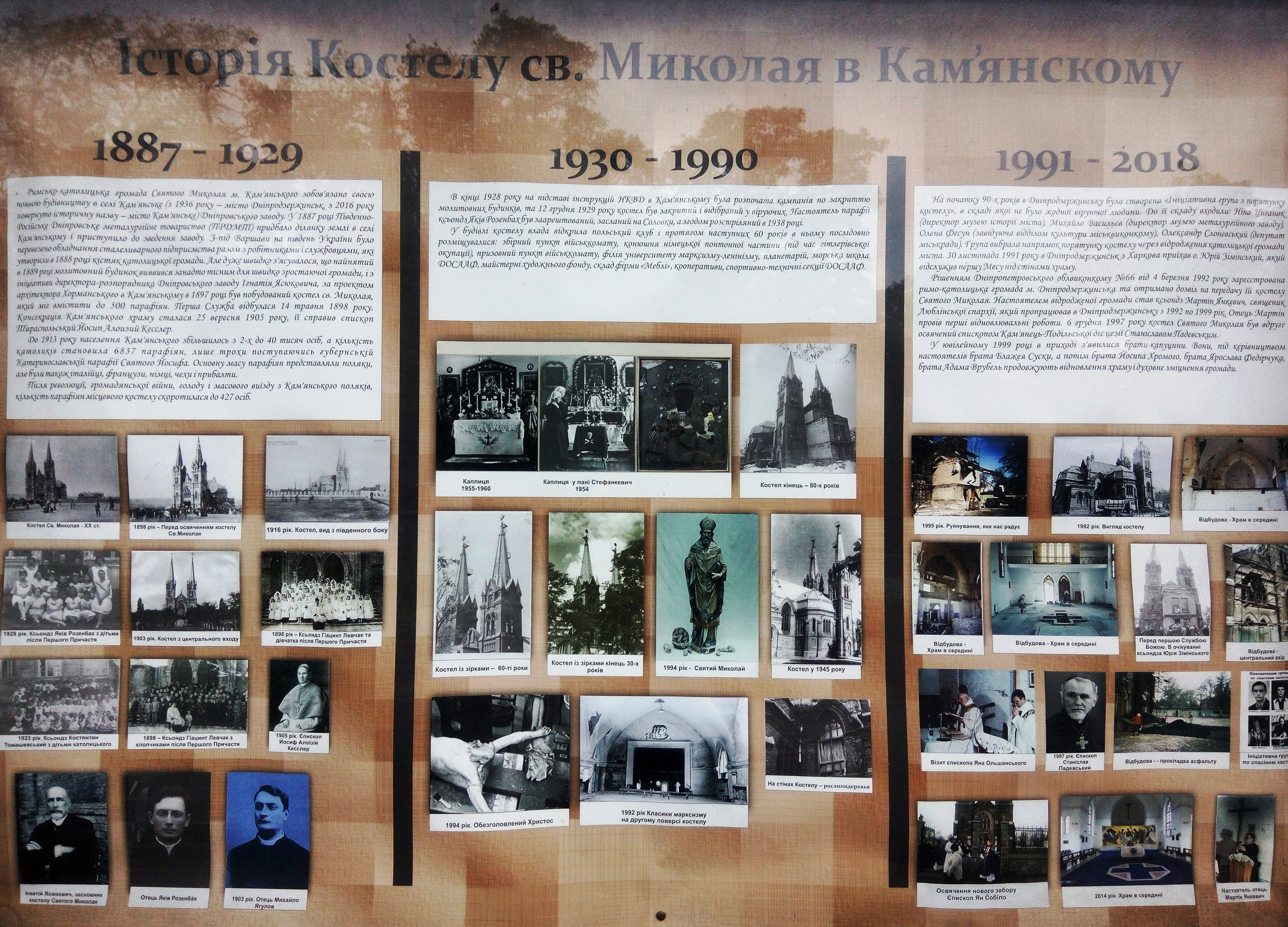
Історія костелу св. Миколая
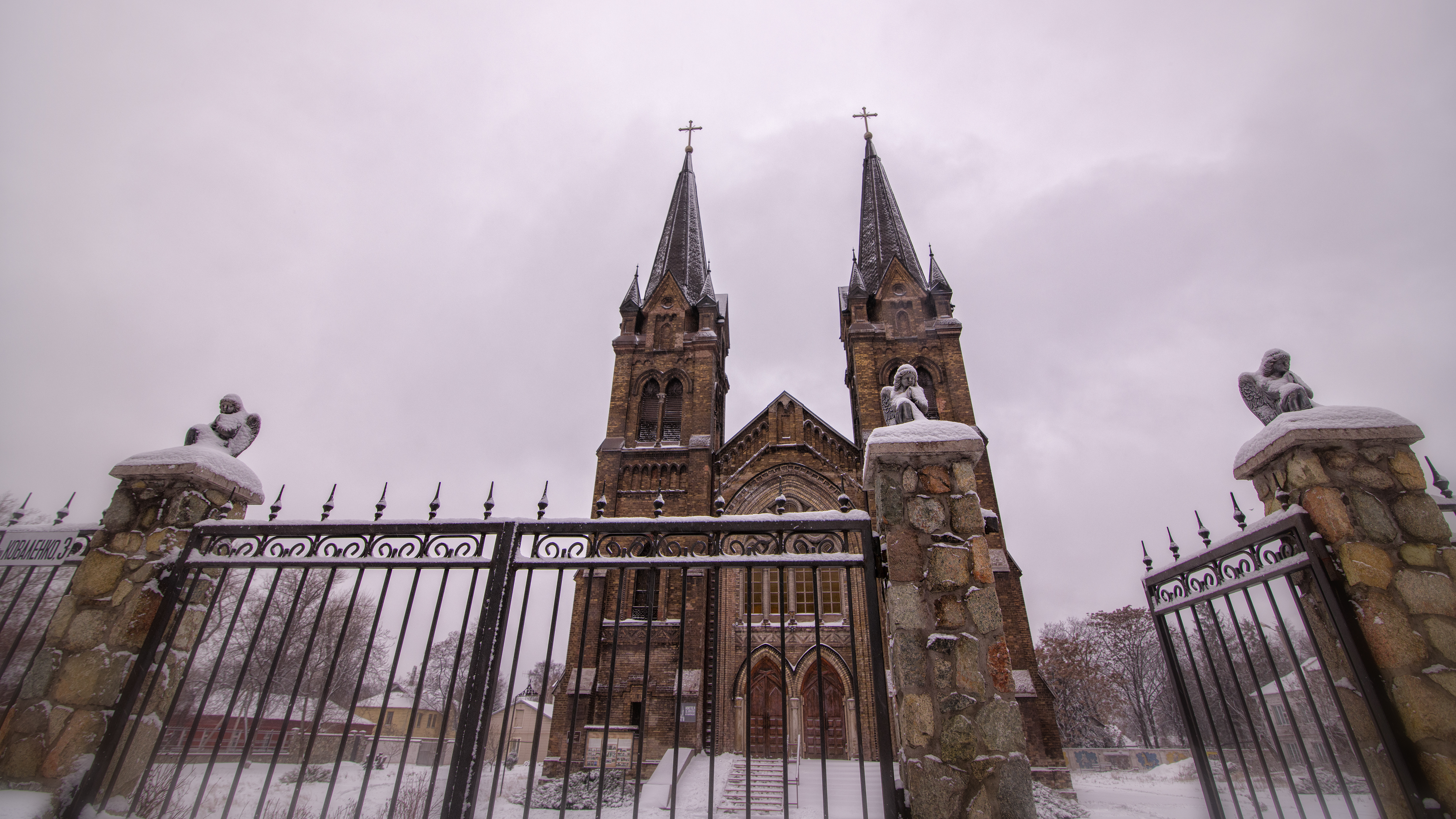
Костел взимку
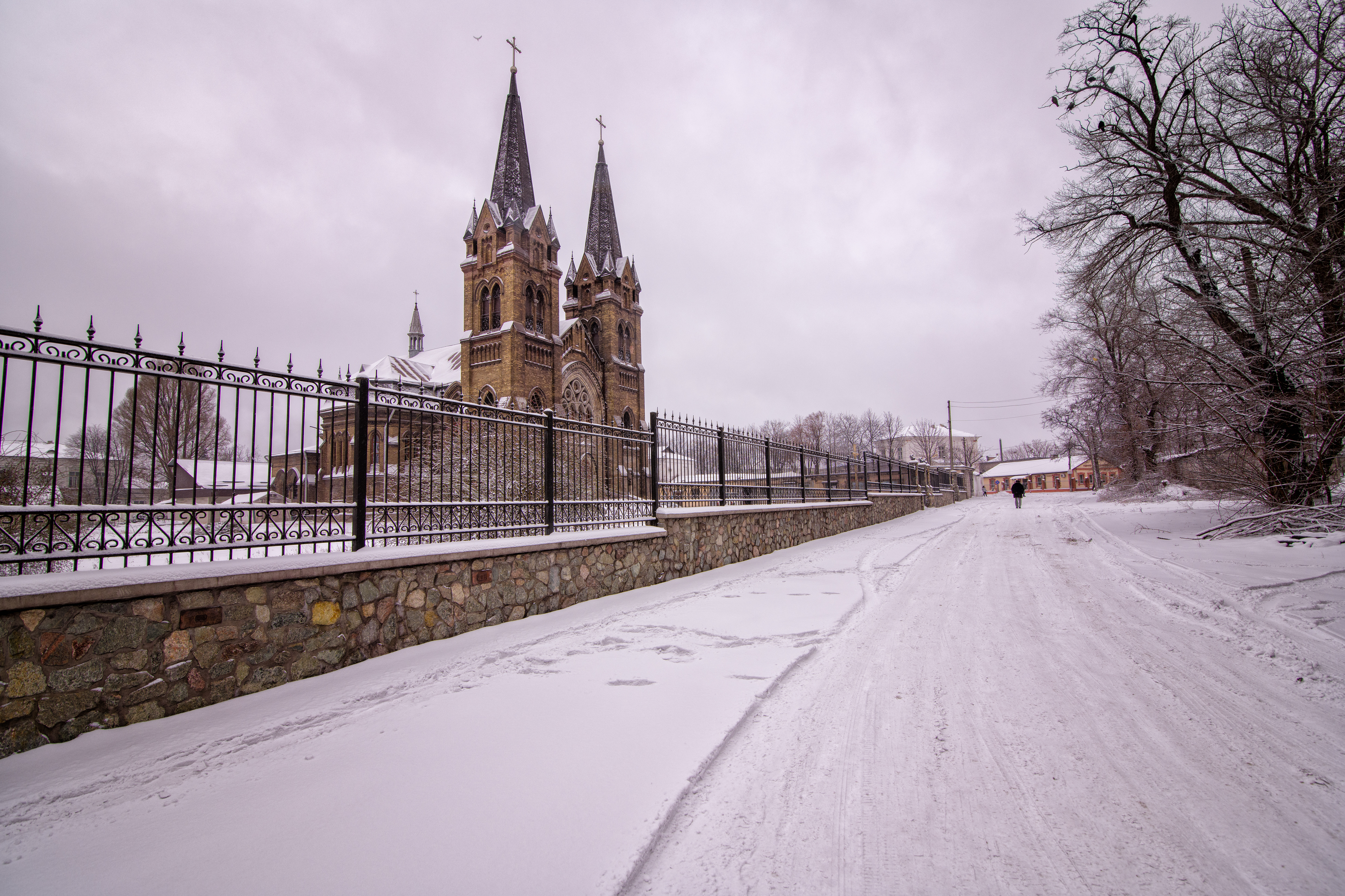
Вигляд з вул. Інститутській
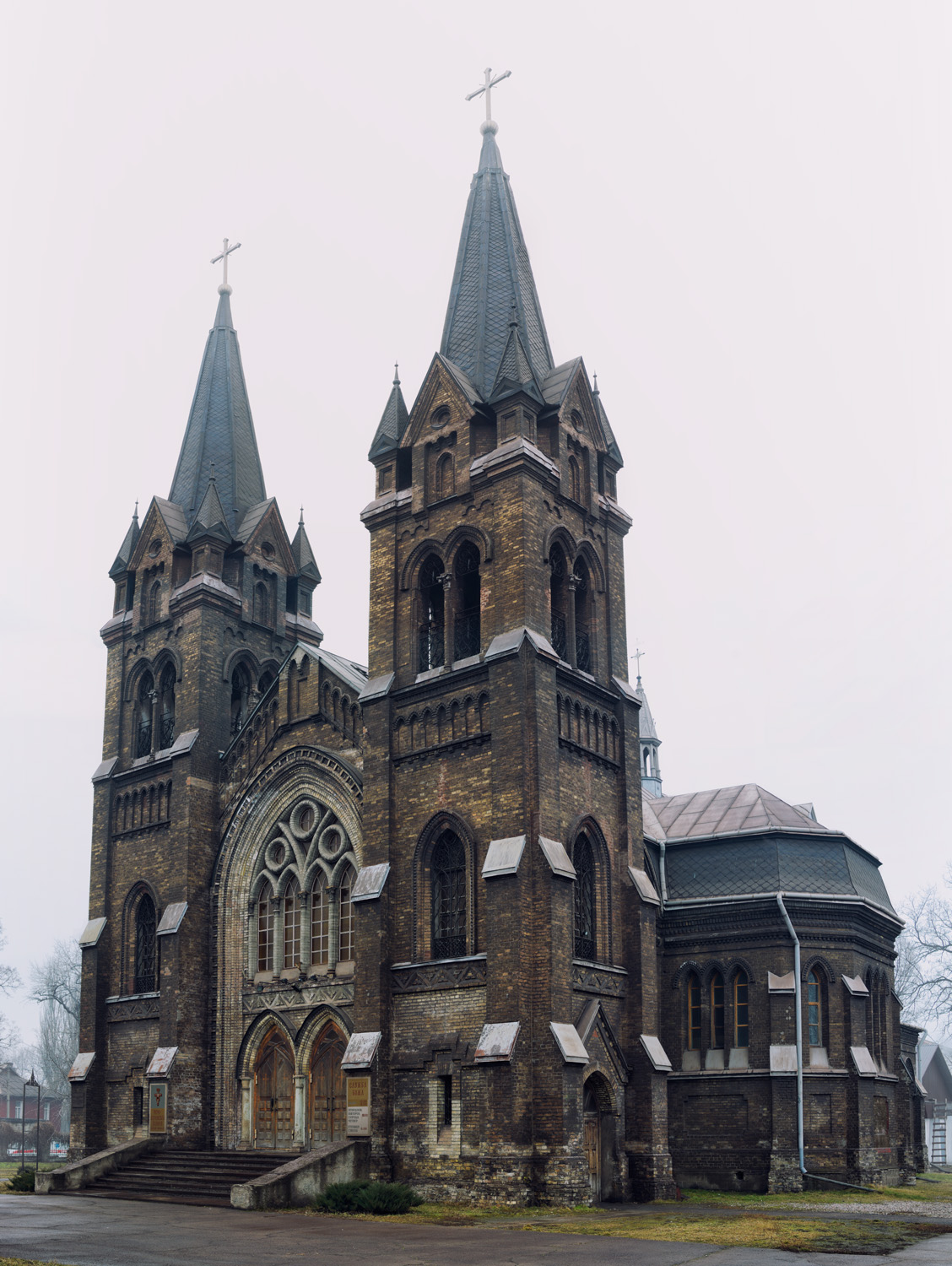
Кутовий вигляд
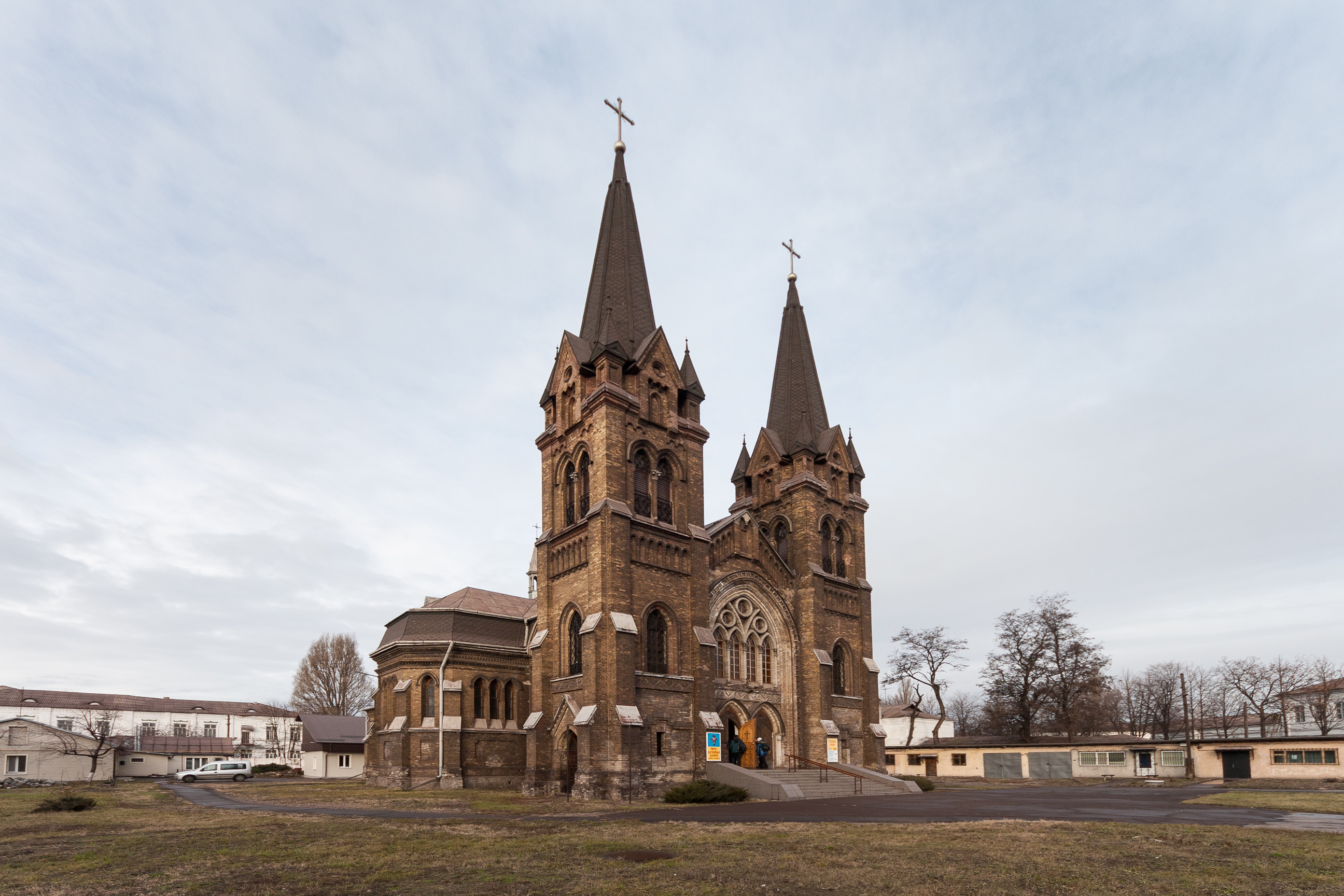
Кутовий вигляд
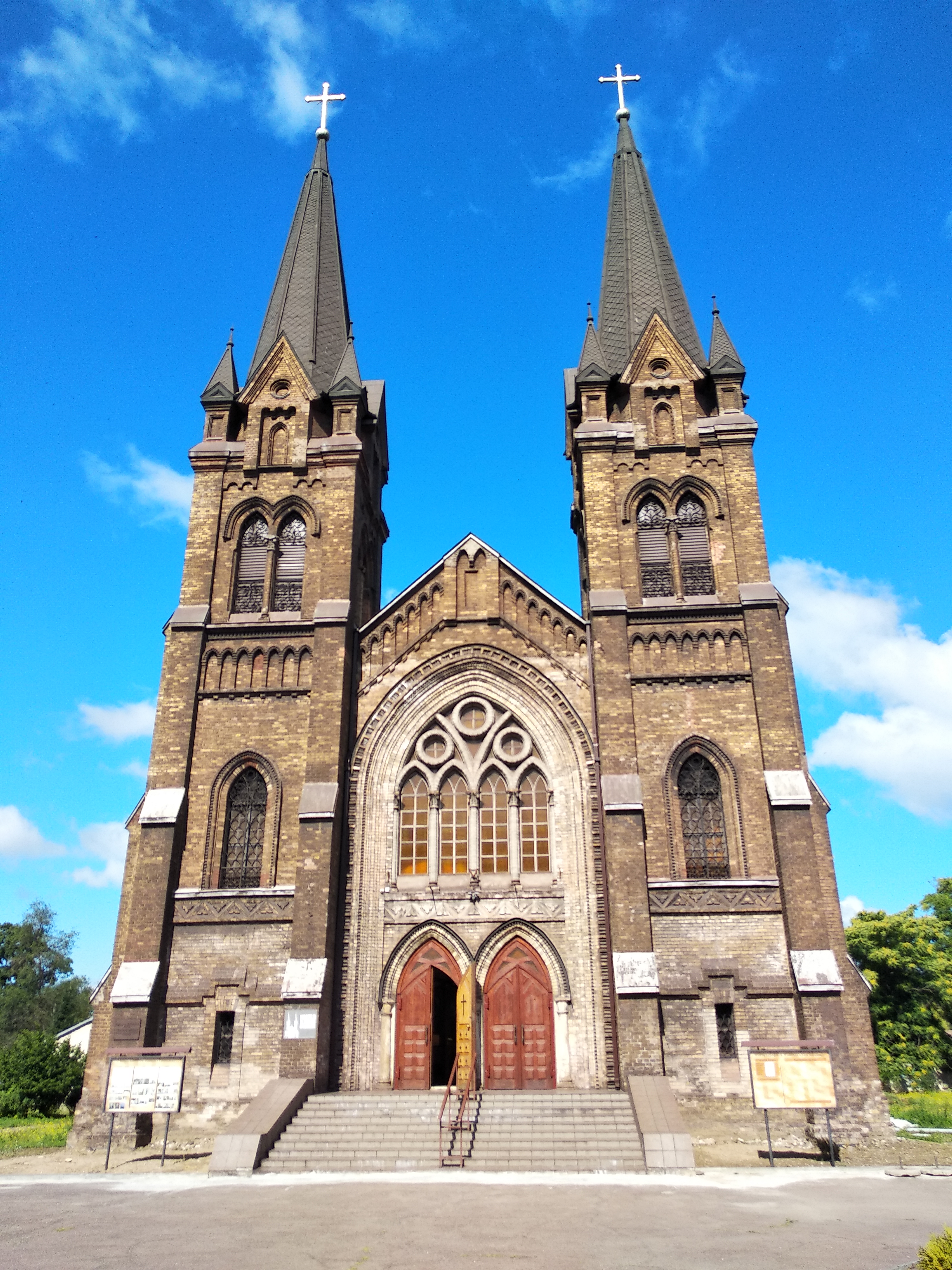
Головний фасад
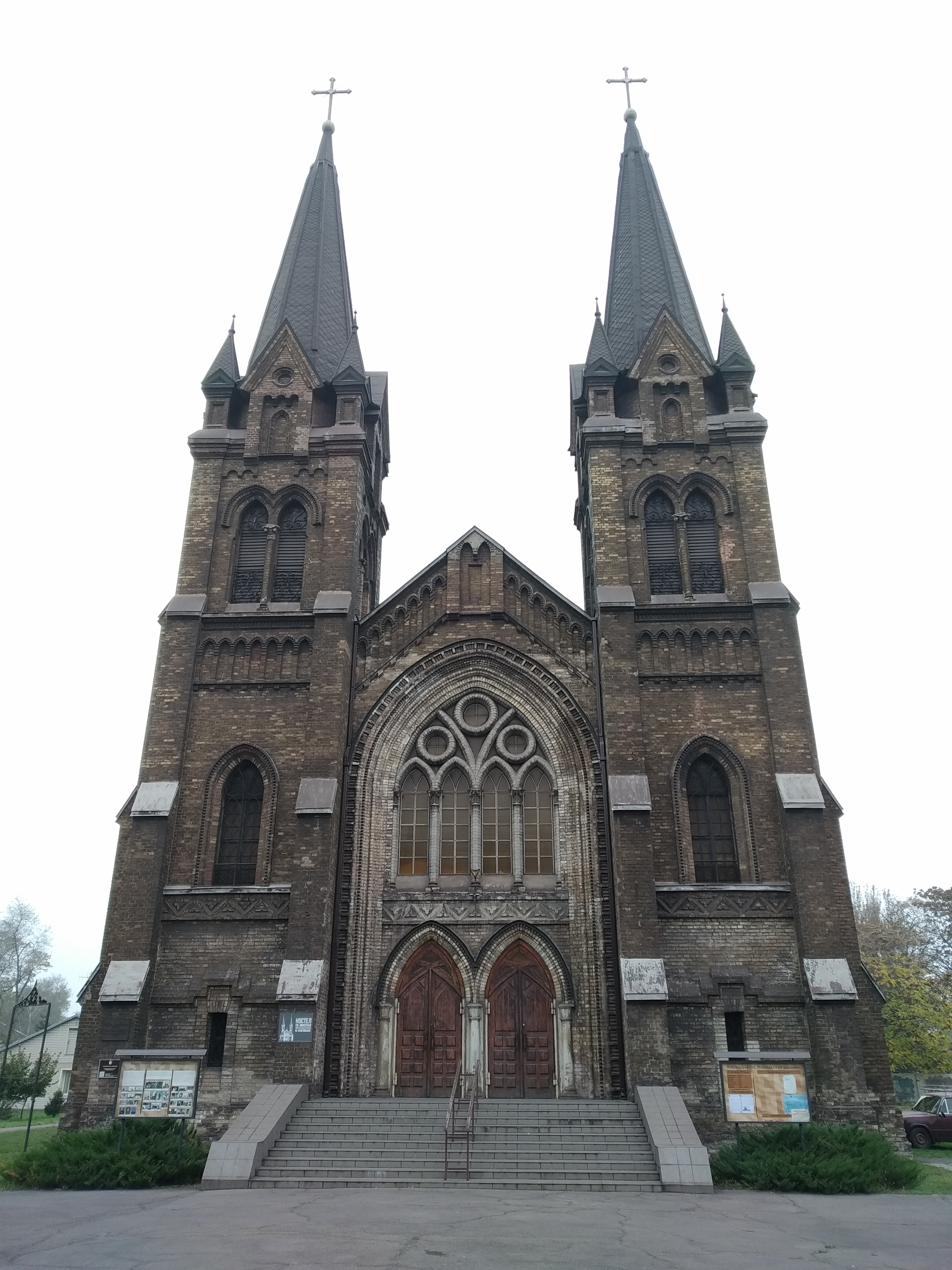
Головний фасад
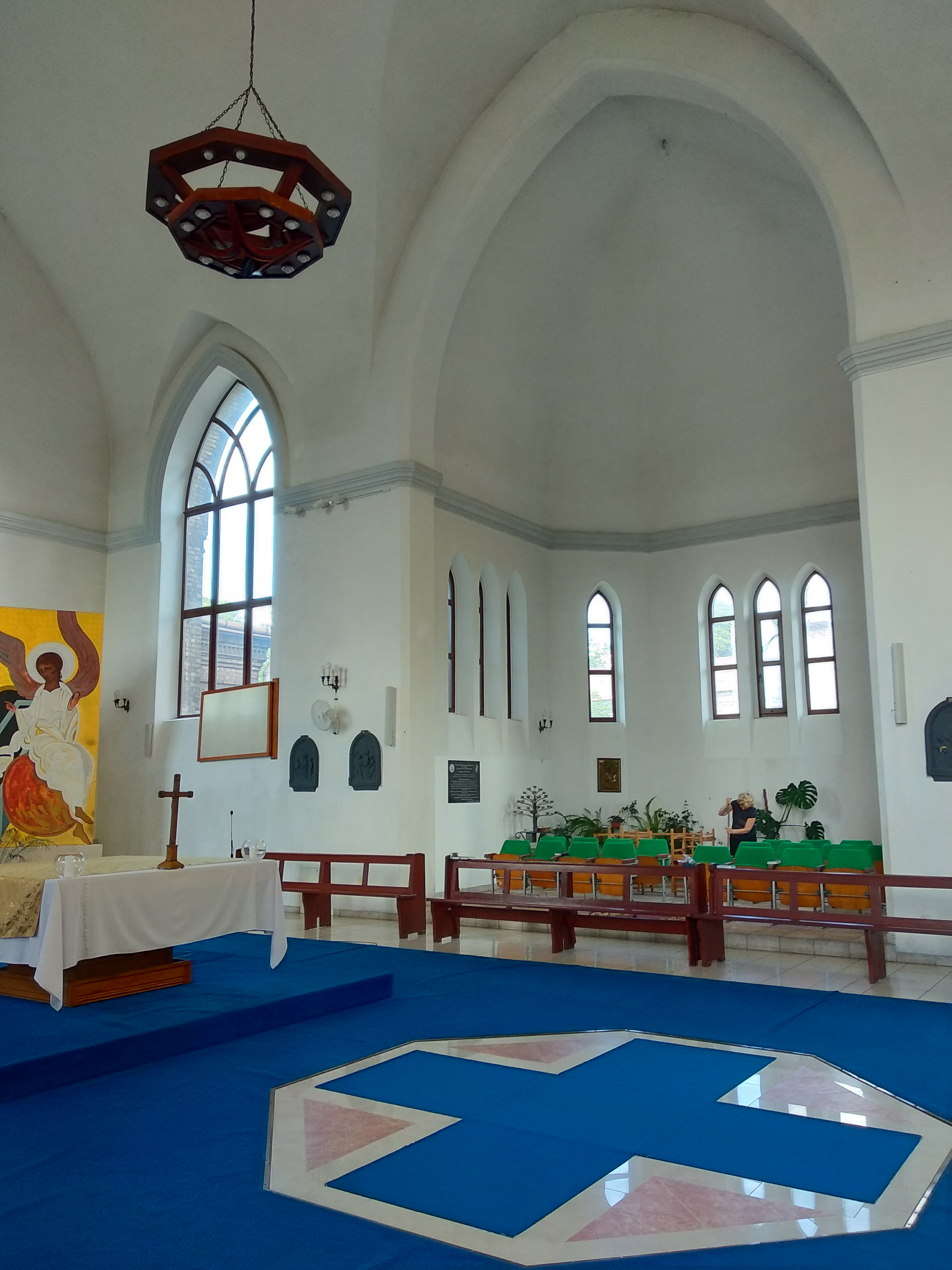